# Bellou-sur-Huisne
Bellou-sur-Huisne is een plaats en voormalige gemeente in het Franse departement Orne (regio Normandië) en telt 453 inwoners (1999). De plaats maakt deel uit van het arrondissement Mortagne-au-Perche. Op 1 januari 2016 fuseerde Bellou-sur-Huisne met de gemeenten Dorceau en Rémalard tot de gemeente Rémalard en Perche.  

## Geografie
De oppervlakte van Bellou-sur-Huisne bedraagt 15,2 km², de bevolkingsdichtheid is 29,8 inwoners per km².
De onderstaande kaart toont de ligging van Bellou-sur-Huisne met de belangrijkste infrastructuur en aangrenzende gemeenten.

## Demografie
Onderstaande figuur toont het verloop van het inwonertal (bron: INSEE-tellingen).